# 보주산맥

보주산맥

보주산맥(Vosges  Mountains)은 프랑스 동부의 산맥으로, 알자스-로렌 지방에 걸쳐 있다. 이 산맥은 역사적으로 그리고 현재 독일과 프랑스의 경계에 위치하고 있다.

## 세계대전
보주산맥은 세계 대전 중에 광범위한 전투를 여러 차례 겪었다. 제1차 세계대전은 산에서 거의 계속되는 격렬한 전투를 특징으로했다. 제2차 세계 대전 중인 1944년 가을, 이곳은 프랑스 및 미국인과 독일군 사이의 짧지만 격렬한 전투의 장소였다.